# Loi 1 du beach soccer

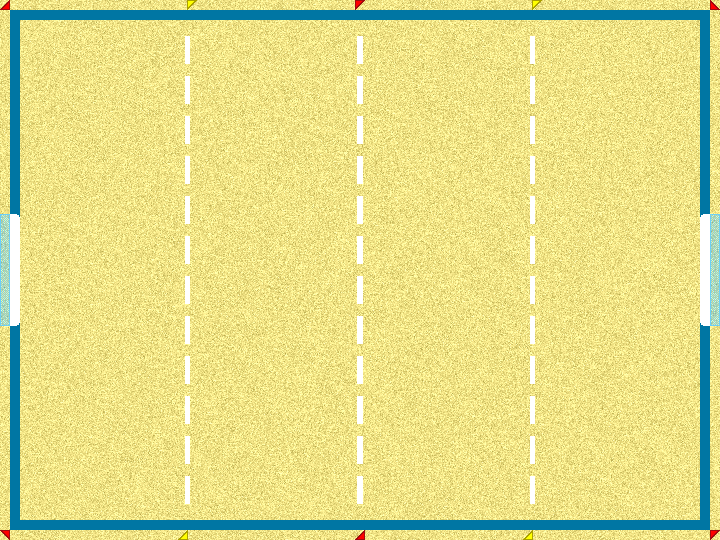
Terrain de beach soccer.

La loi 1 du beach soccer fait partie des lois régissant le beach soccer, maintenues par l'International Football Association Board (IFAB). La loi 1 se rapporte au terrain.

## Règlement actuel

### Surface
La surface de jeu doit être du sable. Celui-ci doit être nivelé, dépourvu de pierres, coquillages ou autre objet susceptible de constituer un risque pour les joueurs. Pour les compétitions internationales, le sable doit être fin et profond d’au moins 40 cm. Le sable doit être tamisé jusqu’à ce qu’il soit propice au jeu, qu’il ne soit plus rugueux et qu’il ne contienne ni pierres, ni éléments dangereux ; il ne devra toutefois pas être trop fin de sorte qu’il ne soulève pas de poussière ni ne colle à la peau.

### Marquage du terrain
Le terrain de jeu doit être rectangulaire, délimité par des lignes. Ces lignes font partie intégrante des surfaces qu’elles délimitent. Les deux lignes les plus longues sont appelées lignes de touche. Les deux lignes plus courtes sont appelées lignes de but, même s’il n’y a pas de ligne entre les poteaux. Le terrain de jeu est divisé en deux moitiés égales par une ligne imaginaire délimitée par deux drapeaux rouges situés à l’extérieur du terrain. Le milieu de cette ligne imaginaire (point central imaginaire) est la position exacte d’où est donné le coup d’envoi et d’où se tirent certains coups francs.

### Dimensions
Le terrain de jeu doit être rectangulaire, la ligne de touche devant être plus longue que la ligne de but :
- Longueur (ligne de touche) : minimum 35 m / maximum 37 m
- Largeur (ligne de but) : minimum 26 m / maximum 28 m

Les lignes font de 8 à 10 cm de large et sont de couleur bleue. Le matériau doit être flexible, résistant et ne pas constituer de danger pour les pieds des joueurs. Elles doivent être ancrées dans le sol à chaque coin du terrain et au milieu de la ligne de touche à l’aide de systèmes d’ancrage et de fixation spéciaux ; elles doivent être fixées aux montants des buts par des anneaux de caoutchouc.

### Surface de réparation
La surface de réparation est la zone comprise entre la ligne de but et une ligne imaginaire parallèle située à l’intérieur du terrain à 9 m de celle-ci, elle est définie par deux drapeaux jaunes situés près de chacune des lignes de touche à l’extérieur du terrain. Le point de réparation, imaginaire, se situe au milieu de la ligne délimitant la surface de réparation, à équidistance de chacun des montants de but.

### Drapeaux
À chacun des quatre coins du terrain se trouve un poteau coiffé d’un drapeau rouge. Ces poteaux sont en matière plastique incassable, souple et résistante aux intempéries. De même, un drapeau jaune se trouve à chacune des extrémités des deux lignes délimitant les surfaces de réparation, et deux drapeaux rouges se trouvent à chaque extrémité de la ligne médiane imaginaire, tous étant plantés à une distance de 1 à 1,5 m à l’extérieur de la ligne de touche. La hauteur minimale de ces poteaux est de 1,5 m.

### Zone de remplacement
La zone de remplacement est la zone par laquelle les joueurs doivent passer pour entrer et sortir du terrain de jeu. Elle se situe en face de la table du chronométreur et s’étend sur 5 m, soit 2,5 m de part et d’autre de l’intersection entre la ligne de touche et la ligne médiane imaginaire. Dans son prolongement et de chaque côté, sont positionnés les bancs des équipes, derrière la ligne de touche. La zone de remplacement doit rester libre.

### Buts
Les buts sont placés au centre de chaque ligne de but. Ils se composent de deux montants verticaux s’élevant à égale distance de chaque coin du terrain et sont réunis au sommet par une barre transversale. La distance entre les montants de but (bords intérieurs) est de 5,5 m ; le bord inférieur de la barre transversale se situe à 2,2 m du sol. Les poteaux et la barre transversale doivent être de même largeur et épaisseur, pas plus de 20 cm ni moins de 10 cm ; ils doivent être d’une couleur qui contraste avec le sable du terrain de jeu. Les filets, qui ne peuvent être qu’en chanvre, jute ou nylon, s’accrochent à l’arrière des montants et de la barre transversale. Pour des raisons de sécurité, la partie inférieure des poteaux doit avoir une plate-forme de fixation pour les maintenir fixés sous le sable. Deux barres latérales de 1,5 m placées au niveau du sol sont ainsi reliées par une barre ou une chaîne recouverte de plastique et munie de crochets et de liens à chaque extrémité afin d’être ancrée dans le sable.

### Sécurité
Le terrain de jeu doit être entouré d’une zone de sécurité large de 1 à 2 m. Les buts peuvent être amovibles, mais doivent être solidement fixés au sol pour le match.